# マウリシオ・シウバ
マウリシオ・ボルジェス・シウバ（Maurício Borges Silva、1989年2月4日 - ）はブラジルの男子バレーボール選手。ポジションはアウトサイドヒッター。ブラジル代表。

## 来歴
- クラブチーム

マセイオ出身。2005年、Itambé/Minasへ入団しバレーボール選手としてのキャリアをスタートさせる。2006/07シーズンのブラジル・スーパーリーガで優勝を果たした。2010/11シーズンはECピニェイロスでプレーした。翌シーズンはSada Cruzeiro Vôleiへ移籍し、2011/12シーズンのブラジル・スーパーリーガとミネイロ選手権、南米クラブ選手権で3冠を果たした。2012年の世界クラブ選手権で準優勝となった。2013/14シーズンは再びItambé/Minasでプレーした。2015/16シーズンからは2年間、トルコリーグのArkas Spor Kulübüでプレーした。2016/17シーズンのトルコリーグで準優勝、欧州チャンピオンズリーグでベスト8となった。2017/18シーズンから3年間はブラジルのSesc-RJで活躍した。2020/21シーズンはFunvic Natalに移籍し、ブラジル・スーパーリーガで優勝に大きく貢献し自身もMVPとベストアウトサイドヒッター賞を受賞した。2021/22シーズンはイタリアセリエA1のCallipo Sportでプレーした。2022/23シーズンはポーランドリーグのエネア・チャルニ・ラドムと契約した。
- 代表チーム

アンダーカテゴリーの代表として2008年にU-21南米選手権で準優勝しベストレシーバー賞を受賞した。2009年、U-21世界選手権に出場し金メダルを獲得し自身もMVPに選ばれた。2010年、シニアのブラジル代表に初選出された。同年のワールドリーグでシニア代表デビューし金メダルを獲得した。2012年に代表へ復帰した。2013年、グラチャンで金メダルを獲得した。2014年、ポーランドで開催された世界選手権で銀メダルを獲得した。2016年に地元開催となったリオデジャネイロ五輪で母国を12年ぶりの金メダルへ導いた。2017年、南米選手権で優勝し自身もMVPに選ばれた。同年9月のグラチャンではベストスパイカー部門1位となる活躍で金メダル獲得に貢献した。2019年のワールドカップで金メダルを獲得した。

## 球歴
- オリンピック - 2016年、2021年
- 世界選手権 - 2014年
- ワールドカップ - 2019年
- グラチャン - 2013年、2017年
- ネーションズリーグ - 2019年、2021年
- ワールドリーグ - 2010年、2012年、2013年、2014年、2016年、2017年

## 受賞歴
- 2008年　U-21南米選手権 ベストレシーバー賞
- 2009年　U-21世界選手権 MVP
- 2017年　南米選手権 MVP
- 2021年　2020/21ブラジル・スーパーリーガ　MVP、ベストアウトサイドヒッター賞

## 所属クラブ
- Itambé/Minas（2005-2010年）
- ECピニェイロス（2010-2011年）
- Sada Cruzeiro Vôlei（2011-2013年）
- Itambé/Minas（2013-2014年）
- Fakel Novy Urengoy（2014年）
- Sesi São Paulo（2014-2015年）
- Arkas Spor Kulübü（2015-2017年）
- Sesc-RJ（2017-2020年）
- Funvic Natal（2020-2021年）
- Callipo Sport（2021-2022年）
- エネア・チャルニ・ラドム（2022-）